# Collinsia oxypaederotipus
Collinsia oxypaederotipus är en spindelart som först beskrevs av Crosby 1905.  Collinsia oxypaederotipus ingår i släktet collinsior, och familjen täckvävarspindlar. Inga underarter finns listade i Catalogue of Life.